# Alfons Maria Schneider
Alfons Maria Schneider (né le 16 juin 1896 et mort le 4 octobre 1952) est un archéologue spécialiste de Byzance.

## Biographie
De 1918 à 1926, il étudie la théololgie, les langues l'orientales et l'histoire de l'art à Freiburg.
Il est ordonné prêtre en 1922. Il reçoit son doctorat en 1927 et est habilité en 1937,
De 1939 à 1944, il donne des cours sur l'architecture byzantine, l'origine de l'islam et l'histoire de l'art à la faculté des sciences humaines de Göttingen. Après-guerre, il est nommé professeur à la faculté des sciences humaines de Göttingen, et en 1952 reçoit un poste de professeur associé dans le domaine de l'histoire de l'art byzantin à Munich.

## Ouvrages
- Die Stadtmauer von Iznik (Nicaea) (1938)[3]
- Die römischen und byzantinischen Denkmäler von Iznik-Nicaea (1943)